# Скалыга, Вадим Александрович
Скалы́га, Вади́м Алекса́ндрович (род. 17 июня 1981, Горький) — российский учёный-физик, профессор РАН (2022), доктор физико-математических наук, профессор, заместитель директора по науке Института прикладной физики РАН.
Научные интересы лежат в области физики плазмы, газового разряда, электронно-циклотронного резонансного (ЭЦР) нагрева плазмы, источников ионов на основе ЭЦР-разряда (ECRIS), а также разработки источников нейтронов для бор-нейтронзахватной терапии (БНЗТ) онкологических заболеваний. Имеет более 2000 цитирований своих работ, опубликованных в научных журналах. Индекс Хирша — 21 (Scopus).

## Биография
В 2004 окончил c красным дипломом факультет ВШОПФ («Высшая школа общей и прикладной физики») ННГУ им. Н. И. Лобачевского.
В 2004—2007 годах обучался в аспирантуре ИПФ РАН под руководством В. Г. Зорина. После окончания аспирантуры в 2007 году защитил кандидатскую диссертацию на тему «Исследование ЭЦР источников многозарядных ионов с квазигазодинамическим режимом удержания плазмы в открытых магнитных ловушках».
В 2017 году защитил докторскую диссертацию на тему «Исследование электронно-циклотронного резонансного разряда с целью генерации интенсивных ионных пучков».
С момента поступления в аспирантуру является сотрудником ИПФ РАН.
- 2004—2007 гг. — младший научный сотрудник;
- 2007—2009 гг. — научный сотрудник;
- 2009—2014 гг. — старший научный сотрудник;
- 2014—2019 гг. — заведующий лабораторией;
- 2019—2022 — ведущий научный сотрудник;
- 2019 — по настоящее время — руководитель Отделения физики плазмы и электроники больших мощностей, заместитель директора по научной работе;
- 2022 — по настоящее время — главный научный сотрудник.

## Научные достижения
Основные направления исследований В. А. Скалыги лежат в области физики низкотемпературной плазмы и ЭЦР-разряда. В. Скалыга с коллегами разработали физические основы и создали несколько уникальных ЭЦР-источников лёгких ионов нового типа (т. н. квазигазодинамические ионные источники). Помимо прикладных задач, Скалыга активно занимается и фундаментальными экспериментальными исследованиями в области ЭЦР-нагрева. За выдающиеся достижения в области ЭЦР-ионных источников был награждён международной премией им. Р. Желлера в 2018 году (г. Катания, Италия).
На основе разработанных ионных источников Скалыгой было предложено создание дейтерий-дейтериевого (D-D) нейтронного генератора существенно бо́льшей интенсивности по сравнению с традиционными D-D генераторами. Работы по созданию генератора по состоянию на 2024 год планово ведутся.
В 2022 году Отделение общей физики и астрономии РАН присудило В. А. Скалыге с коллегами премию им. Л. А. Арцимовича за цикл работ «Экспериментальное исследование ЭЦР разряда, поддерживаемого в осесимметрических магнитных ловушках мощным излучением миллиметрового диапазона длин волн, как сильноточного источника ионов».
Является автором более 150 научных работ в рецензируемых журналах.

## Награды и премии
- Медаль Российской академии наук (общая физика и астрономия) с премией для молодых учёных (2012);
- международная премия Ришара Желлера за выдающийся вклад в развитие ЭЦР ионных источников (2018);
- премия имени Л. А. Арцимовича (2022);
- избрание профессором РАН (2022).